# Яворек (Клодзький повіт)
Яворек (пол. Jaworek, нім. Urnitz) — село в Польщі, у гміні Мендзилесе Клодзького повіту Нижньосілезького воєводства.
Населення — 115 осіб (2011).
У 1975-1998 роках село належало до Валбжиського воєводства.

## Демографія
Демографічна структура станом на 31 березня 2011 року:
|          | Загалом | Допрацездатний вік | Працездатний вік | Постпрацездатний вік |
| -------- | ------- | ------------------ | ---------------- | -------------------- |
| Чоловіки | 51      | 8                  | 42               | 1                    |
| Жінки    | 64      | 17                 | 39               | 8                    |
| Разом    | 115     | 25                 | 81               | 9                    |